# Evangelische Kirche am Dreienberg (Friedewald)

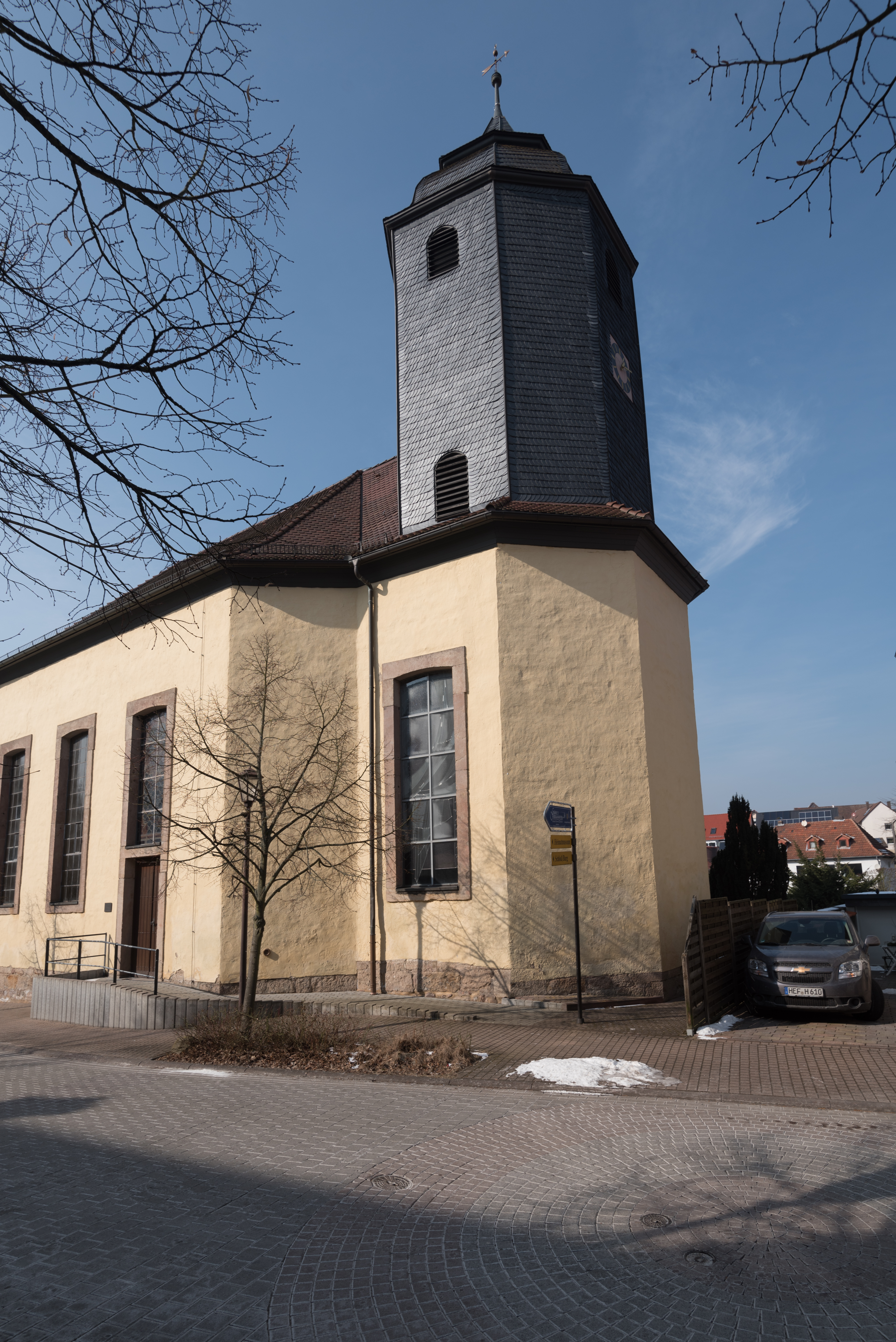
Evangelische Kirche am Dreienberg

Die Evangelische Kirche am Dreienberg ist ein denkmalgeschütztes Kirchengebäude in der Gemeinde Friedewald im Landkreis Hersfeld-Rotenburg (Hessen). Die Kirchengemeinde gehört zum Kirchenkreis Hersfeld-Rotenburg im Sprengel Marburg der Evangelischen Kirche von Kurhessen-Waldeck.

## Geschichte
Wann an dieser Stelle eine erste Kirche erbaut wurde, ist nicht bekannt, da die Unterlagen den Dreißigjährigen Krieg nicht überstanden, im 17. Jahrhundert wurde die damals bestehende Kirche offenkundig mehrfach zerstört und auch wieder hergerichtet. Die heutige Chorturmkirche wurde 1746 nach Plänen des Kasseler Landbaumeisters Giovanni Ghezzi gebaut, wobei die Gemeinde und ihr Pfarrer Konrad Hermann Meurer die Hauptarbeit selbst leisteten. Ein größerer Umbau erfolgte 1958.

## Beschreibung
Über dem Chor mit dreiseitigem Abschluss steht ein achteckiges schiefergedecktes Turmgeschoss, das den barocken Glockenstuhl und die Turmuhr beherbergt. Auf beiden Seiten des Kirchenschiffs befinden sich jeweils drei rechteckige Sprossenfenster, das erste auf der Südseite über einem heute für Gehbehinderte geeigneten Seiteneingang.
Der mit einem Muldengewölbe überspannte Innenraum des Kirchenschiffs hatte bis 1958 zwei übereinanderliegende Emporen an drei Seiten, seitdem nur noch eine. Die erste Orgel wurde 1752 von dem zu dieser Zeit in Friedewald lebenden Orgelbauer Johannes Schlottmann gebaut und auf der ersten Empore an der Chorwand im Osten aufgestellt. Sie wurde 1896 durch eine Orgel mit 14 Registern, zwei Manualen und einem Pedal von Conrad Friedrich Carl Euler aus Hofgeismar, dem Enkel von Balthasar Conrad Euler, ersetzt. Im Jahre 1890 erhielt die Kirche ihre ersten Öfen. 1896 wurde sie elektrifiziert und ein Kronleuchter wurde im Schiff aufgehängt.
1958 wurden größere Umbauten im Kirchenschiff notwendig, da die Außenwände den Glockenturm nicht mehr tragen konnten. Im Chorraum wurde eine zusätzliche Mauer eingezogen, was den Chorraum verkürzte. Die beiden ursprünglich dort befindlichen Sprossenfenster rechts und links verschwanden, und der nun verkleinerte und engere Chorraum erhielt zwei neue Fenster. Eine der beiden Emporen wurde entfernt, und Treppenaufgänge wurden rechts und links des Eingangs eingebaut. Die Orgel wurde im Westen auf die Empore über dem Eingang gestellt, und die zuvor dort befindlichen beiden Sprossenfenster wurden zugemauert. Die Kanzel und ihr Schalldeckel, die sich ursprünglich an der Seite rechts neben dem Altar befanden, stehen seit dem Umbau hinter dem Altar.
Bei den Ausschachtungsarbeiten unter dem Chorraum fand man vier alte Gruften mit gut erhaltenen Särgen. Zwei der Grabplatten wurden entnommen und in die Innenwände des Chorraums eingemauert.